# Effrosini Paspati
Effrosini „Fronietta“ Paspati (griechisch Ευφροσινε "Φρονιετα" Πασπατη, * 2. Februar 1880 in Athen; † 9. Juni 1935 ebenda) war eine griechische Tennisspielerin.

## Leben
Paspati gewann bei den Olympischen Zwischenspielen 1906 in ihrer Heimatstadt die Bronzemedaille im Dameneinzel. Sie bekam in der ersten Runde des Einzels ein Freilos und unterlag anschließend im Halbfinale ihrer Landsfrau Sophia Marinou in drei Sätzen. Das anschließende Duell um den dritten Platz gewann Paspati schließlich gegen Aspasia Matsa. Im Mixed-Doppel spielte sie an der Seite von Dionysios Kasdaglis. Die Paarung schied in der ersten Runde gegen die Griechen Sophia Marinou und Georgios Simiriotou deutlich aus.
Effrosini Paspati heiratete in die Paspati-Familie ein, eine wohlhabende Kaufmannsfamilie von der Insel Chios, die sich später in Liverpool niederließ. Sie war die Schwägerin des Tennisspielers und Medaillengewinners von 1896 Konstantinos Paspatis.